# Angelo R. Humouda
Angelo Raja Humouda (Haifa, 3 settembre 1937 – Genova, 25 aprile 1994) è stato un saggista e storico del cinema italiano.

## Biografia
Di padre palestinese e madre genovese, scappa dalla Palestina con la famiglia e trascorre i primi sette anni di vita in un campo di concentramento per profughi, per poi trasferirsi a Genova. Il 5 aprile 1975 fonda la cineteca David W. Griffith a Genova, a via Luccoli, in cui raccoglie un enorme patrimonio di copie di pellicole del periodo del cinema muto. Dal 1978 la cineteca pubblica inoltre la rivista Griffithiana e una serie di saggi scritti da Humouda in collaborazione col critico Renato Venturelli. 
In seguito il comune assegna alla cineteca la sede di villa Gruber. La cineteca ha un'aspirazione itinerante e lo stesso Humouda si occupa di movimentare le copie ed effettuare le proiezioni in svariati luoghi d'Italia. Nel 1980, quando Enrico Ghezzi e Marco Salotti realizzano il documentario Angelo della Cineteca: David W. Griffith, Angelo R. Humouda e Noi, la cineteca conta già più di 2.000 titoli.
Il lavoro di Humouda ha ispirato o direttamente contribuito alla creazione della Cineteca del Friuli  (che ha intitolato a suo nome la biblioteca), la Cineteca di Bologna, la Videoteca del Lazio, il Salso Film & TV Festival.
Nel 1999 la Cinémathèque française gli dedica un omaggio, Rarétes de la Cinémathèque D. W. Griffith de Gênes.

## Saggi
- Anche i film muoiono, Napoli, Edizioni Scientifiche Italiane, 1970
- Ragioni di una proposta : ovvero the Adventures of Dollie, Torino, Kitab, 1975, con Alessandro Cozzani
- Cinema e personaggi del West, Genova, Cineteca D. W. Griffith, 1983, con Renato Venturelli
- Griffith e gli indiani, Genova, Cineteca D. W. Griffith, 1983, con Renato Venturelli
- La produzione Klaw & Erlanger, Genova, Cineteca D. W. Griffith, 1983, con Renato Venturelli
- Gli ispanici nel cinema di D. W. Griffith, Cineteca D. W. Griffith, 1984, con Angela Zamparelli e Maurizio Ferretti